# Prabhu Edouard

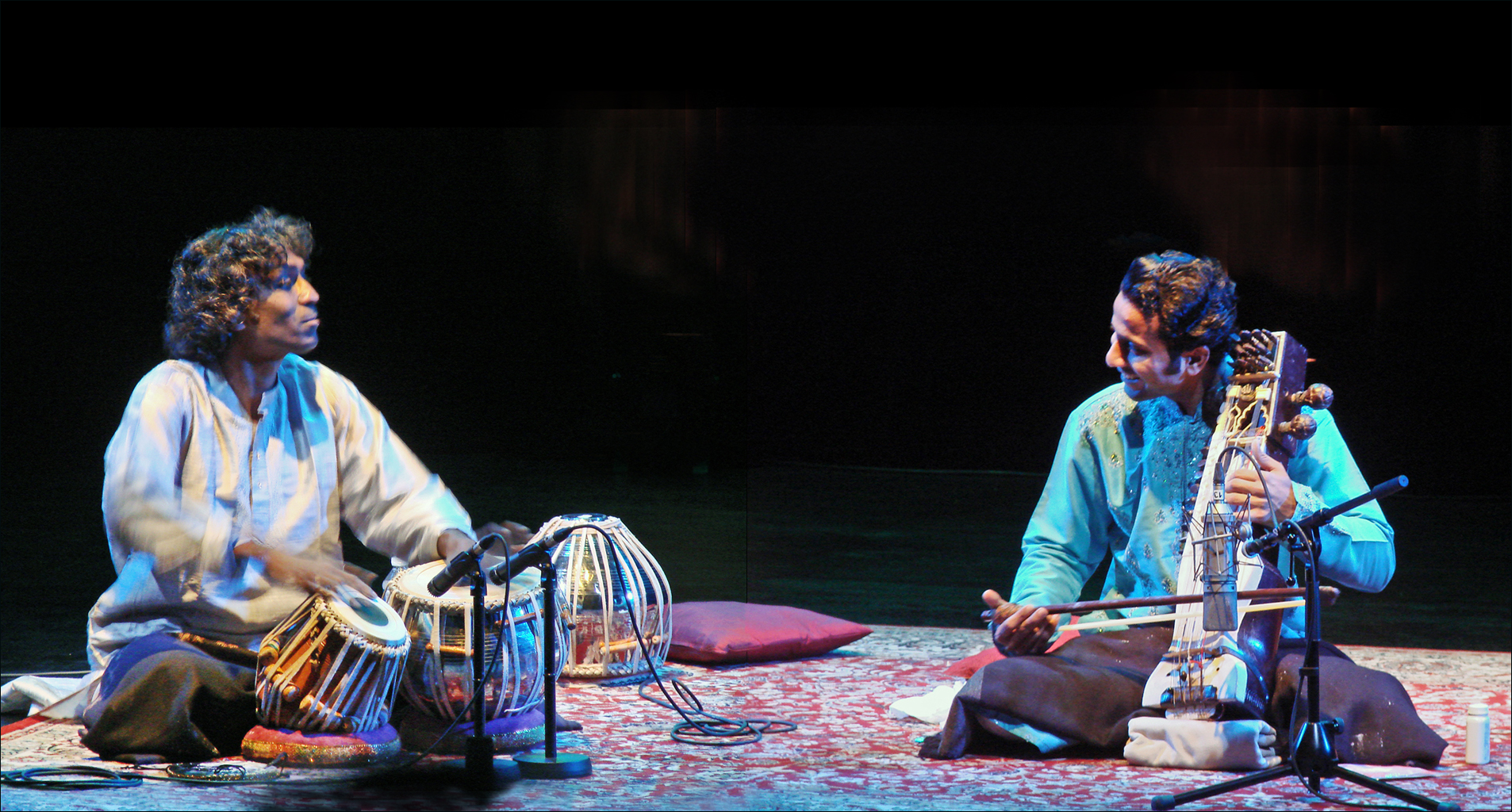
Prabhu Edouard (links) mit Sabir Khan im Musée Guimet (2012)

Prabhu Edouard (* November 1969 in Tiruchirappalli) ist ein indo-französischer Tablaspieler, der auch im Weltmusik- und im Jazzgenre arbeitet.

## Leben und Wirken
Edouard, der ab 1975 in Frankreich aufwuchs, wählte trotz südindischer Herkunft die hindustanische Tabla als Instrument, die er zwischen 1993 und 1999 bei Shankar Ghosh in Kalkutta studierte. Er trat mit Musikern wie Hariprasad Chaurasia, Lakshmi Shankar, Vishnu Govind Jog, Aashish Khan, Debashish Bhattacharya, Tanjur Vishwanathan, Shashank Subramanyam oder Kushal Das auf, um hindustanische Musik zu präsentieren. Daneben hat er Soloprogramme für Tabla präsentiert und auch mit T. V. Gopalakrishnan sowie in weltmusikalischen Kontexten gespielt. Auch begleitete er Rohini Bhate, Astad Debu und Rajendra Gangani. Weiter musizierte er mit Maurice Béjart und Jean-Pierre Drouet. 
Im Bereich des Jazz konzertierte er zunächst mit Malik Mezzadri, aktuell mit Nguyên Lê; zudem betreibt er ein Duo mit Joachim Kühn und das Trio FEW mit Renaud Garcia-Fons und Louis Winsberg. Auch arbeitete er mit Jordi Savall, Moriba Koïta, Saïd Shraïbi, Kudsi Ergüner, Sandip Chaterjee und Jamchid Chemiran.

## Diskographische Hinweise
- Kôlam (Lokanga 2016)
- Adnan Joubran Borders Behind (World Village 2014)
- Nguyên Lê Songs of Freedom (Act 2011, mit Illya Amar, Linley Marthe, Stéphane Galland, Youn Sun Nah, Dhafer Youssef, David Linx, Chris Speed u. a.)
- La Capella Reial de Catalunya, Hespèrion XXI, Jordi Savall Hispania & Japan - Dialogues (AliaVox 2011, mit Montserrat Figueras, Ken Zuckerman, Masako Hirao, Hiroyuki Koinuma, Ichiro Seki, Yukio Tanaka)
- Enzo Enzo Têtue (Naïve 2010)
- Nguyên Lê Saiyuki (Act 2009, mit Mieko Miyazaki sowie Hariprasad Chaurasia)
- Jordi Savall La route de l'orient (AliaVox 2008)
- Olli & the Bollywood Orchestra Tantra (Bassofone/anticraft 2008)
- Mahawash Ghazals Afghans (Accords Croisés 2007)
- Christophe Wallemme Namaste (BeeJazz 2006)
- Souad Massi Deb (Sony 2003)
- Magic Malik Orchestra 6996 (Indigo 2000)